# Fedunka, Șîșakî
Fedunka (în ucraineană Федунка) este localitatea de reședință a comunei Fedunka din raionul Șîșakî, regiunea Poltava, Ucraina.

## Demografie
Componența lingvistică a localității Fedunka
     Ucraineană (96,42%)
     Rusă (3,38%)
Conform recensământului din 2001, majoritatea populației localității Fedunka era vorbitoare de ucraineană (96,42%), existând în minoritate și vorbitori de rusă (3,38%).